# 法外狂徒
《法外狂徒》（英語：Ned Kelly）是2003年的澳大利亚傳記片，該片是根據澳洲作家罗伯特·德鲁1991年寫的小說《我們的陽光》改編。由约翰·迈克尔·麦克唐纳改編成電影劇本。電影描述奈德·凱利戲劇化的人生，他出生在维多利亚，並且是當地非常猖狂的亡命之徒。 
在電影中，奈德·凱利、他的弟弟丹·凱利、與兩名同夥，史蒂夫哈特和乔伯恩結夥成了幫派。故事背景是關於19世紀愛爾蘭人與英國人在澳大利亞的緊張局勢。該片由希斯·萊傑主演，並由奥兰多布鲁姆、娜歐蜜·華茲、傑佛瑞·洛許飾演奈德·凱利的同夥。

## 劇情
在電影的開頭，年輕的奈德·凱利救了一個溺水的男孩，然後場景轉換到澳大利亞的叢林裡，奈德·凱利與他父親談話。1871年，奈德·凱利在澳洲邊疆地區醒來，看到一匹白馬，他騎馬去到鎮上卻被逮捕，隨後被以竊盜罪起訴，其後被判五年有期徒刑，但事實上，那匹白馬是他的好友懷特偷的。
兩年後，奈德·凱利（希斯·萊傑 飾演）被假釋回家，家人熱烈歡迎他回來。奈德·凱利的家庭是天主教的爱尔兰家庭，他們靠養馬還有經營農場維生。某天晚上在酒吧，一位當地的维多利亚巡警 菲茨帕翠克借請喝酒的名義向奈德·凱利的妹妹搭訕。
菲茨帕翠克窮追不捨地向凱特示好，但凱特表示她不想喝。菲茨帕翠克召來其他警員打算用強硬手段逼凱特陪酒時，奈德凱利阻止了他們。菲茨帕翠克尾隨奈德凱利回家並取走了他家飼養的馬。奈德凱利夥同他弟弟丹，還有他的朋友史蒂夫·哈特（菲利普·巴藍帝尼 飾演）、喬·伯恩（奧蘭多·布魯姆飾演）、亞倫·謝里特（喬爾·埃哲頓飾演）又把馬偷了回來。 
有一天晚上，菲茨帕翠克去了凱立家，而奈德凱利正好外出。  菲茨帕翠克恐嚇屋裡的人說，他將以竊盜罪逮捕他們，雙方一言不合打了起來，因為對方人數優勢，菲茨帕翠克落荒而逃，但他返回警局並指控根本不在場的奈德凱利開槍射他。
因為奈徳凱利不在家，警方逮捕了他的母親。奈德凱利、丹、喬伯恩和史蒂夫開始逃亡。稍後，他們一行人在樹林中遇到三名警察，最後迫不得已射殺了這些警察。數個月以來,凱利為了躲避追捕、四處流浪、餐風宿露。最後政府上層派來警長弗朗西斯·哈爾（傑佛瑞·洛許 飾演），他逮捕了許多人，而與凱利黨關係密切的亞倫也在其中。在審訊中，警方告訴亞倫：他們只想要逮捕凱利，警方不想傷害無辜的人。為了好友喬伯恩的安全，亞倫供出了凱利黨的位置。喬伯恩提早發現了危機，後來凱利黨處決了亞倫，因為他是個告密的叛徒。隔天，凱利黨到達維多里亞並佔領了這個小鎮，挟持了居民當做人質，但他們也贏得了民心。
其中一個人質逃跑，阻止了火車意外，鎮壓的部隊包圍了凱利黨，凱利黨穿著鐵桶當盔甲朝敵人射擊，雙方爆發激烈衝突，但由於火力差距，凱利黨被逼退躲回小屋。喬伯恩拿起一個酒杯時，酒杯被子彈打破，隨後他也中彈身亡。丹和史蒂夫用盡了他們的彈藥，知道大勢已去，兩人坐在樹下開槍自殺。奈德·凱利受了重傷，但依然靠著意志苦撐繼續向警方開槍。他最後中彈倒在地上。奈德·凱利被抬上火車。雖然有超過3萬人聯署請求赦免奈德·凱利，但最後奈德·凱利依然被被判死刑。1880年11月11日，奈德凱利被處以絞刑。

## 演員
- 希斯·萊傑 飾演 奈德·凱利
- 奧蘭多·布魯姆 飾演 乔·伯恩
- 傑佛瑞·洛許 飾演 警長弗朗西斯·哈爾
- 娜歐蜜·華茲 飾演 朱莉亞·庫克
- 喬爾·埃哲頓 飾演 亞倫·謝里特
- 勞倫斯·金蘭 飾演 丹·凱利
- 菲利普·巴藍帝尼 飾演 史蒂夫·哈特
- 凱瑞·康頓 飾演 凱特·凱利
- 克里絲·麥奎德 飾演 艾倫·凱利
- 艾蜜莉·布朗寧 飾演 葛雷斯·凱利
- 埃里卡·費爾頓 飾演 年輕時候的艾倫·凱利
- 奇里·帕拉莫爾 飾演 康斯坦博·菲茨帕翠克
- 瑞秋·葛莉菲斯 飾演 蘇珊·史考特
- 傑夫·莫雷爾 飾演 羅伯特·史考特
- 查爾斯·廷威爾 飾演 格雷厄姆·貝瑞總理（註：查爾斯·廷威爾在《The Glenrowan Affair》擔任旁白，該片是1951年根據澳洲歷史人物奈德·凱利所寫的電影。）
- 安德魯·福爾摩沙 飾演 公園遊俠
- 莎斯姬亞·伯梅斯特 飾演 珍瓊斯
- 塔莉亞·蘇克兒 飾演 莎拉·威克絲

## 製作

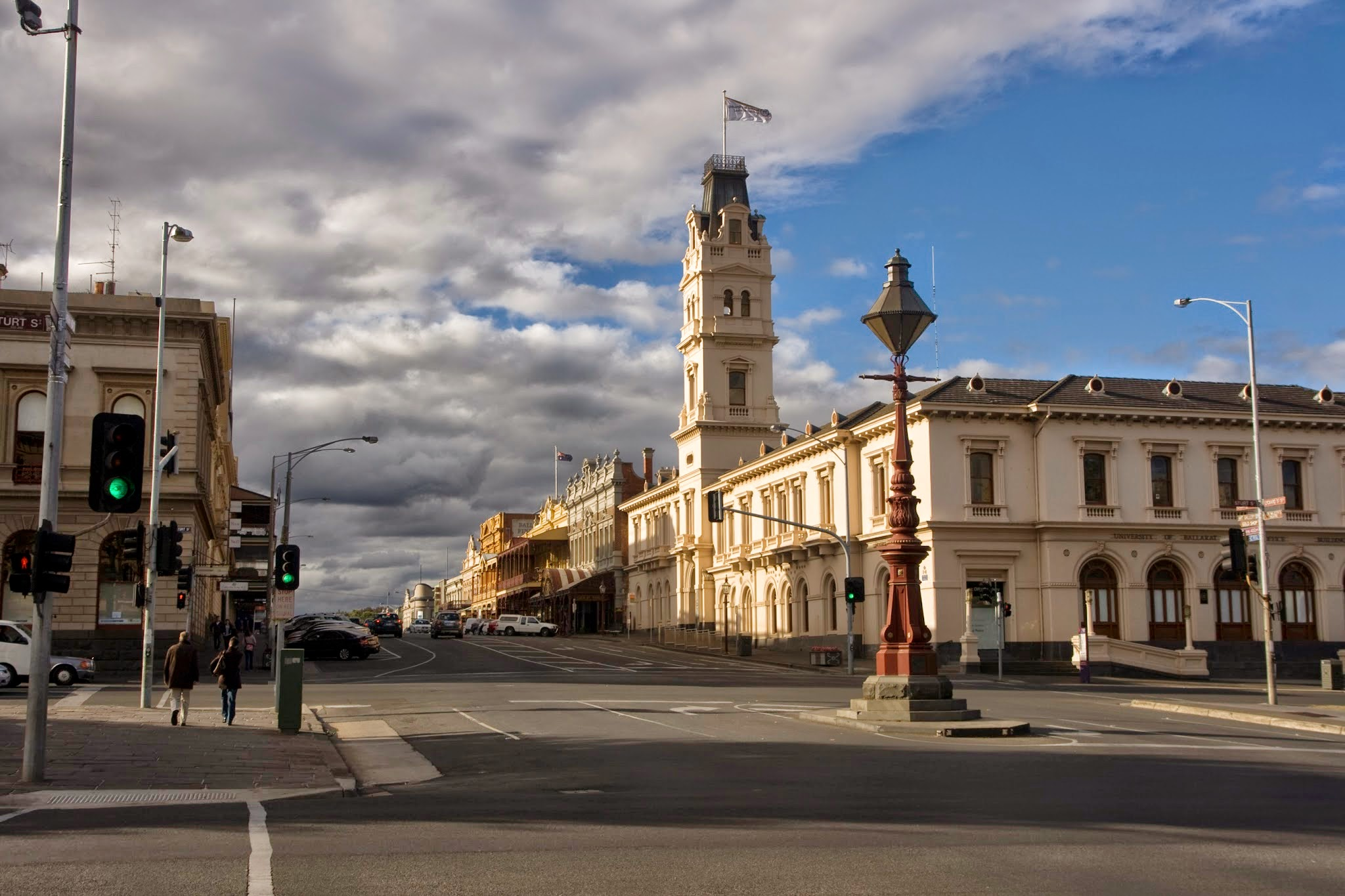
電影拍攝地巴拉瑞特

奈德·凱利這個題材被拍了很多次，最早的版本是1906年由法蘭克·米斯演的《凱利幫的故事(The Story of the Kelly Gang)》　，後來又陸續有許多部相關的電影像《奈德凱利 (1970年電影)》、《最後的法外之徒(The Last Outlaw 1980)》等。但導演馬修·霍姆斯認為奈德·凱利的歷史故事，從未被正確地描述過，所以打算再拍一部。他不認為其他電影拍得不好，但導演覺得應該更關注奈德·凱利的好與惡以及警察的黑暗面。為了拍攝電影，馬修·霍姆斯舉辦募款活動，希望募得兩百五十萬美元。

## 反響

### 評價
爛蕃茄上收集的54篇專業影評文章中，有30篇給出了「新鮮」的正面評價，「新鮮度」為56%，平均得分5.7分（滿分10分）。

### 奖项和提名
| 獎項                               | 類別         | 受獎人          | 結果 |
| ---------------------------------- | ------------ | --------------- | ---- |
| AACTA奖 (2003年澳大利亚电影学院奖) | 最佳導演     | 格雷戈爾·喬丹   | 提名 |
| AACTA奖 (2003年澳大利亚电影学院奖) | 最佳改編劇本 | 约翰·麦克唐纳   | 提名 |
| AACTA奖 (2003年澳大利亚电影学院奖) | 最佳男主角   | 希斯·萊傑       | 提名 |
| AACTA奖 (2003年澳大利亚电影学院奖) | 最佳男配角   | 奥兰多布鲁姆    | 提名 |
| AACTA奖 (2003年澳大利亚电影学院奖) | 最佳攝影獎   | 凱文·賴利       | 提名 |
| AACTA奖 (2003年澳大利亚电影学院奖) | 最佳剪輯     | 喬恩·古格里     | 提名 |
| AACTA奖 (2003年澳大利亚电影学院奖) | 最佳音效獎   | 蓋瑞·威尔金斯   | 提名 |
| AACTA奖 (2003年澳大利亚电影学院奖) | 最佳音效獎   | 科林·米勒       | 提名 |
| AACTA奖 (2003年澳大利亚电影学院奖) | 最佳音效獎   | 阿德里安·羅德斯 | 提名 |
| AACTA奖 (2003年澳大利亚电影学院奖) | 最佳音效獎   | 克里斯伯爾登    | 提名 |
| AACTA奖 (2003年澳大利亚电影学院奖) | 最佳藝術指導 | 史提芬鍾斯伊凡  | 獲獎 |
| AACTA奖 (2003年澳大利亚电影学院奖) | 最佳服裝設計 | 安娜·博哈齐     | 獲獎 |

## 外部連結
- AllMovie上《Ned Kelly》的资料（英文）（英文）
- Box Office Mojo上《Ned Kelly》的資料（英文）（英文）
- 互联网电影数据库（IMDb）上《Ned Kelly》的资料（英文）（英文）
- 爛番茄上《Ned Kelly》的資料（英文）（英文）